# Blue Ribbon – Free Speech Online
Blue Ribbon – Free Speech Online war eine am 1. Februar 1996 auf Betreiben der Electronic Frontier Foundation (EFF) ins Leben gerufene Datenschutzinitiative in Form einer online-Kampagne, die sich gegen das amerikanische Bundesgesetz des Telecommunications Act of 1996 richtete. Die EFF setzt sich als NGO für Grundrechte im Informationszeitalter ein. Zu den Zielen ihrer Kampagne, die von Mitte der 1990er bis in die frühen 2000er Jahre lief, gehört der Schutz von Privatsphäre und Meinungsfreiheit der Internetnutzer. Beabsichtigt war, das Bewusstsein für die Bedrohung der in Demokratien verfassungsrechtlich verbrieften Meinungsfreiheit in dem seinerzeit noch recht neuen Medium des Internets zu schärfen.

## Blaue Schleifen
Die Bezeichnung Blue Ribbon wird in völlig unterschiedlichen Zusammenhängen verwendet.
Blaue Schleifen gibt es in verschiedenen Farbtönen, denen je andere Bedeutungen zugeordnet wurden. Beispielsweise soll die hellblaue Schleife die Aufmerksamkeit auf verschiedene Krankheiten lenken und steht insbesondere für eine Prostatakrebs-Informationskampagne.
Eine ganz andere Bedeutung kommt der Bezeichnung Blue Ribbon mit Blick auf die amerikanischen National Blue Ribbon Schools (NBRS) zu. Seit 1982 betreibt das Bildungsministerium der Vereinigten Staaten ein spezielles Blue Ribbon Schools Program. Ein Award soll der Anerkennung von Schulen dienen, die sich in besonderer Weise um den Abbau von Leistungsunterschieden zwischen Schülergruppen bemühen.
Daneben ist Blue Ribbon Teil zahlreicher Bezeichnungen für sehr verschiedene Dinge. Das Blue Ribbon Panel befasste sich mit dem Thema Desinformation und beriet die Biden-Administration. Unter dem Titel Are we protecting free speech, or disinformation? berichtete der amerikanische Hörfunksender WAMC im Februar 2025 darüber und verwies auf die besondere Rolle von Donald Trump in diesem Zusammenhang. Überdies ist Blue Ribbon Namensteil zweier Preise – eines japanischen Filmpreises (Blue Ribbon Award) und eines Preises des japanischen Verbands der Eisenbahnfreunde (Blue Ribbon Award (Eisenbahn)) – und einer amerikanischen Biermarke, für die das blaue Band eine Gewinnerschleife symbolisieren soll (Pabst Blue Ribbon).
Die Bezeichnung Blue Ribbon campaign fand weltweit mehrfach und in unterschiedlichen Zusammenhängen Verwendung. So fand zeitgleich mit der  Free Speech Online-Kampagne in den späten 1990er Jahren in den USA eine unter dem Namen Blue Ribbon Campaign Against Child Abuse laufende offline-Kampagne gegen den Kindesmissbrauch statt. Im Jahr 2005 gab es in der Republik Fidschi eine Blue Ribbon campaign im Rahmen der damaligen Kontroverse über einen umstrittenen Gesetzesentwurf der fidschianischen Regierung zur Einrichtung einer Kommission für Versöhnung und Einheit. Die Gegner des Gesetzesentwurfs trugen eine gelbe Schleife, Befürworter waren aufgerufen, eine blaue Schleife zu tragen.

## Historie
Im Jahr 1934 erließ der Kongress der Vereinigten Staaten zur Regulierung der Telekommunikation den Communications Act. Grundlegend überarbeitet wurde dieses Gesetz erstmals 1996 durch den Telecommunications Act, den Präsident Bill Clinton ohne vorausgehende öffentliche Anhörung im Februar des Jahres ratifizierte. Die dagegen eingereichte Klage zur Anfechtung der Verfassungsmäßigkeit hatte weitgehend Erfolg und endete wegen Verfassungswidrigkeit des Gesetzes mit einer einstweiligen Verfügung, die der Regierung untersagte, die Einschränkungen der Meinungsfreiheit umzusetzen und Verstöße entsprechend zu ahnden. Die gegen die streitgegenständlichen Punkte eingelegte Berufung wurde vom Obersten Gerichtshof der Vereinigten Staaten verworfen. Das Verfahren wurde unter dem Kürzel Reno v. ACLU bekannt.

## Die Kampagne
Einschätzung und Bewertung der Ende des 20. Jahrhunderts im Zusammenhang mit der Kampagne vertretenen Positionen sollten eingedenk der gesellschaftlichen Vorgänge in den späten 1990ern und den frühen 2000er-Jahren erfolgen. Das Internet steckte seinerzeit noch in den Kinderschuhen, Wissen und Erfahrung hatten in frühen Phasen der Geschichte des Internets engere Grenzen als später. Die New York Times schrieb 1996 über das globale Computernetz, es wäre „known as the Internet“ (deutsch: bekannt als Internet). Auch wäre zu bedenken, dass sich in den USA als Ausgangspunkt der Kampagne die Rechtslage zur Meinungsfreiheit von jener in anderen Ländern unterscheidet und dort erlaubt ist, was andernorts verboten und ggf. als Volksverhetzung oder Anstiftung unter Strafe gestellt ist.
Anlass der zur Zeit der Jahrtausendwende populären Kampagne war der trotz aller Kritik von Netzaktivisten am 8. Februar 1996 von Bill Clinton als damaligem Präsidenten der Vereinigten Staaten unterzeichnete Telecommunications Act of 1996, der in Kapitel V den Communications Decency Act (CDA) und damit ein Gesetz zur Regulierung der Verbreitung von Pornografie im Internet enthält. Weltweit begann am selben Tag für 48 Stunden der sogenannte Black World Wide Web-Protest: zahlreiche Seiten im Internet blieben schwarz und zeigten nur die blaue Schleife. Eine Woche vor Unterzeichnung des Gesetzes startete die EFF ihre Kampagne Blue Ribbon – Free Speech Online und am Tag der Unterzeichnung veröffentlichte John Perry Barlow – Mitbegründer der EFF – seine Unabhängigkeitserklärung des Cyberspace, mit der er seine Ablehung von Zensur im Internet zum Ausdruck brachte.
Am 15. Juni 1998 nahm die EFF ihre Blue-Ribbon-Kampagne nach einem Relaunch wieder auf, um auf den Child Online Protection Act (COPA) – einem Nachfolgegesetz zum CDA – aufmerksam zu machen, der im Januar 1999 ebenfalls für ungültig erklärt wurde. Berufungen gegen die Entscheidung wurden zurückgewiesen.
Im Jahr 2007 hinterlegte die Federal Communications Commission (FCC) auf ihrer Website das Protokoll der zweiten gesetzgebenden Sitzung des 104. Kongresses vom 3. Januar 1996.

### Stellungnahme der EFF
Die in ihrer Stellungnahme formulierte Kritik war dem damaligen Zeitgeist geschuldet. Nicht alle Befürchtungen der EFF bestätigten sich in den nachfolgenden Jahren.
Sieben Tage vor Ratifizierung des Gesetzes veröffentlichte die EFF am 1. Februar 1996 ihre Stellungnahme zur Telecommunications Regulation Bill (offiziell: Telecommunications Act of 1996) unter dem Motto Ihre verfassungsmäßigen Rechte sind der politischen Zweckmäßigkeit geopfert worden (im Original: „Your constitutional rights have been sacrificed for political expediency“). Die Mitglieder der EFF kritisierten, dass das als Reform deklarierte Gesetz eine weitreichende Zensur bewirke und verabschiedet worden sei, noch bevor sich die Öffentlichkeit habe zu Wort melden können. Nicht zum ersten Mal sei der Kongress seiner Verantwortung des Schutzes von Verfassung und Bill of Rights in einem Wahljahr nicht nachgekommen und habe sie seinem Interesse an einer Wiederwahl untergeordnet. Man verstehe die eigene Kampagne als einen Weckruf, der darauf aufmerksam machen sollte, dass die Regierung das Land am Fuße des 21. Jahrhunderts ins ausgehende 19. Jahrhundert zurückversetze, weil das Gesetz für Einzelne, für die Gesellschaft und die Wirtschaft weitreichende und rückwärtsgewandte Folgen habe.
Die Definition dessen, was online nicht akzeptabel wäre, sei vage und zu weit gefasst worden und würde bei vielen zu Selbstzensur führen, um haftungsrechliche Folgen, strafrechtliche Verfolgung und Geldstrafen zu vermeiden. Der vorgebliche Schutz für Internetdienstanbieter sei nur gegeben, wenn sie ihre Inhalte zensieren. Beginnen werde die Zensurwelle („wave of censorship“) bei den größten Onlinediensten und dann alle anderen fluten.
Die Freiheit, die das Internet von Anbeginn auszeichne, gehe der Stellungnahme der EFF zufolge durch das Gesetz verloren. Auch liefe das Land Gefahr, in ein juristisches Chaos zu geraten, wenn sich erwartungsgemäß in verschiedenen Bundesstaaten widersprüchliche lokale Vorschriften etablierten. Langfristig wäre zu befürchten, das Gesetz könnte auf andere Massenmedien wie Zeitungen, Verlage, Radio oder das Fernsehen übergreifen.
Der Gesetzentwurf war der öffentlichen Kontrolle entzogen. Es gab keine öffentlichen Anhörungen, die Expertise von Internetexperten wurde nicht eingeholt und die Wähler konnten den Entwurf weder lesen, noch überprüfen oder kommentieren. Entgegen mehrfacher Zusagen von Newt Gingrich, dem damaligen Sprechers des Repräsentantenhauses, wurde kein Zugang zu den Ausschussberichten und den Gesetzesentwürfen gewährt.
Andere Vorschläge – von der EFF als rationaler beurteilt („more rational proposals“) –, die Eltern und Lehrern geholfen hätten, den Online-Zugang ihrer Kinder und Schüler zu kontrollieren, seien verworfen worden. Auch nehme die gesetzliche Regulierung unter dem Aspekt der Sittenwidrigkeit weder medizinische Aufklärung noch Inhalte von künstlerischem oder sozialem Wert aus. Die EFF kündigte an, Teile des Gesetzes anfechten zu wollen, weil
- das Internet verfassungsrechtlich geschützt sei,
- Begriffe nicht hinreichend definiert wurden,
- geschützte Meinungsäußerungen kriminalisieren würden,
- nicht, wie vorgeschrieben, das am wenigsten restriktive Mittel zur Regulierung der Meinungsfreiheit eingesetzt wurde und andere, weniger einschneidende Mittel zur Verfügung stehen.

Für den Fall der Verabschiedung des Gesetztes – die Stellungnahme erfolgte kurz zuvor – hatte sich die EFF mit anderen Bürgerrechtsgruppen und -organisationen zusammengeschlossen, um eine Klage vorzubereiten.
Diese Stellungnahme wurde am 1. Februar 1996 auf der Homepage der EFF veröffentlicht und kündigte seinerzeit den Start der Blue Ribbon Campaign an. 1998 wurde die Kampagne und ihre unveränderte Aktualität in der seit 1987 erscheinenden hauseigenen Zeitschrift EFFector im Rahmen eines Relaunchs besprochen.
Die Kampagne fand große Beachtung. Nicht nur, aber auch die University of Iowa beteiligte sich daran, indem sie der Empfehlung der EFF folgte und, wie viele andere, auf ihrer Website eine von der Seite der EFF kopierte Information über die Kampagne hinterlegte.
Eigenen Angaben zufolge war die blaue Schleife für die Free Speech Online-Kampagne eine sich für den Erhalt der grundlegenden Bürgerrechte in der elektronischen Welt einsetzende Graswurzelbewegung. Die Wahl der blauen Schleife als Symbol war zwar inspiriert von anderen sogenannten Awareness Ribbons wie der gelben und der roten Schleife sowie von verschiedenen anderen blauen Schleifen, doch wollte man sich erklärtermaßen deren Positionen nicht zu eigen zu machen und veröffentlichte dazu einen halb-scherzhaften („half-joking“) Disclaimer.
Die EFF bot eigene und von Interessierten zur freien Verfügung gestellte Computergrafiken der blauen Schleife in unterschiedlichem Design – teils animiert – an und ermunterte Betreiber von Internetauftritten, sie auf ihren Seiten zu platzieren, um das Anliegen publik zu machen. Auch wurde dazu ermutigt, persönlich eine blaue Schleife zu tragen.
Der Initiative der EFF schlossen sich weitere Organisationen wie z. B. die American Civil Liberties Union (ACLU) an, eine sich im Nachgang zum Ersten Weltkrieg für Bürger- und Menschenrechte einsetzende Organisation. Gemeinsam riefen sie dazu auf, sich lokal und global zu beteiligen. Mit dem Kampf um die freie Rede beriefen sich die Initiatoren auf die amerikanische Verfassung mit ihrem in der Bill of Rights niedergelegten Grundrechtekatalog aus dem Jahr 1791 – samt dem darin verankerten ersten Zusatzartikel, der Einschränkungen der Meinungsfreiheit enge Grenzen setzt – und auf die 1948 von der UN verkündete Allgemeine Erklärung der Menschenrechte. Von ihrem Beharren auf der freien Meinungsäußerung definitiv ausgenommen waren jede Art sexueller Belästigung, Befürwortung von Kindesmissbrauch und das Schüren von Hass und Intoleranz.

### Medienberichte
Am 24. März 1996 veröffentlichte das Nachrichtenmagazin Der Spiegel unter dem Titel Angst vor der Anarchie einen Artikel, der sich mit dem Internet befasste: „Wer sich ins Internet einloggt, begibt sich in ein Reich der Anarchie, in dem jeder über alles sprechen kann - aber niemand hat das Sagen.“ Es gebe viel zu regeln, doch wisse niemand, „welche Regeln gelten sollen“ und ob sie, wenn vorhanden, durchsetzbar wären. Politiker in Deutschland seien seinerzeit laut Spiegel insbesondere über die „weltweite Verbreitung von Pornografie und Gewaltkriminalität“ beunruhigt, aber auch mit der Frage der Verfolgung von Rechtsextremisten befasst gewesen, die das Internet nutzten (und es bis heute tun), um ihre Ideologie zu verbreiten. Gegen die an Strafverfolgung Interessierten regte sich Widerspruch, weil das „Selbstverständnis der Internet-Gemeinde […] besonders empfindlich gegenüber staatlichen Eingriffen“ sei. Folge man „den amerikanischen Ureinwohnern des Netzes“, habe die Demokratie auf dem Spiel gestanden. Unter dem damaligen US-Präsidenten Bill Clinton wurde 1996 der Communications Decency Act (CDA) als erstes Gesetz des Kongresses der Vereinigten Staaten verabschiedet, das, so der Spiegel, „Sitte und Anstand im amerikanischen Datenverkehr“ regulieren sollte. Beantwortet wurde der CDA von Bürgerprotesten, in deren Rahmen Aktivisten dafür sorgten, dass Internetseiten dunkel blieben und lediglich die blaue Schleife zeigten – „ein Symbol, das Aktivisten in Anlehnung an die rote Schleife der Aids-Solidarbewegung entworfen haben.“ Seitdem sei die blaue Schleife im Netz als Warnung vor Big Brother „allgegenwärtig“, die „Proteste dauern an“. Die Electronic Frontier Foundation hielt seinerzeit „Datenreisende“ über die Blue-Ribbon-Kampagne auf dem laufenden und rief laut dem Spiegel zu einem „Marsch auf Washington“ auf. Unter den Trägern des blauen Bandes habe es „virtuelle Sheriffs“ gegeben, die sich als eine Art „Bürgerwehr-Organisation“ analog den Guardian Angels formierten. Zur selben Zeit unterzogen verschiedene Länder den Zugang zum Internet einer Zensur.
Die Bundeszentrale für politische Bildung (bpb) hinterlegte eine fast dreißigseitige PDF über „globale Inforechte“, die mit dem Zitat von Artikel 19 der Allgemeinen Erklärung der Menschenrechte beginnt. Es handelt sich um das dritte Kapitel des Buchs Die Politik der Infosphäre von Konrad Becker und seinem Institut für Neue Kulturtechnologien. Die EFF habe „die Gesetzgebung zur Einschränkung der Meinungsäußerung im Internet […] erfolgreich bekämpft“, weil sich mit der Blue Ribbon Campaign der ursprünglich lokale Protest „zu einer transnationalen Bewegung“ entwickelt habe. „Hunderttausende von Websites in der ganzen Welt“ hätten die „nun berühmten blauen Bänder“ getragen und einen Link auf die Webseiten der EFF gesetzt. Bis der Oberste Gerichtshof den CDA am 26. Juni 1997 für verfassungswidrig erklärte, habe sich die Seite der Blue Ribbon Campaign zu „einer der am häufigsten verlinkten Seiten im Internet“ entwickelt, die „viele Millionen Male aufgerufen“ wurde. Über die Jahre seien zahlreiche Netzwerke von Aktivisten mit einem je eigenen „Repertoire elektronischer Widerstandsformen“ entstanden, die „in manchen Fällen tatsächliche Veränderungen bewirken konnten“.

## Klagen gegen das Gesetz
Zahlreiche Organisationen aus den amerikanischen Bürgerrechtsbewegungen reichten noch am Tag der Ratifikation Klage gegen den Telecommunications Act of 1996 ein. Nachdem darüber ein Bezirksgericht entschieden hatte – anders als in Deutschland dürfen in den USA auch Bezirksgerichte die Verfassungsmäßigkeit von Gesetzen prüfen –, war 1997 der Supreme Court unter Vorsitz von John Paul Stevens mit der Berufung befasst.

### 1996
Am 8. Februar 1996 wurde von 20 Klägern unmittelbar nach Inkraftteten des Gesetzes eine Klage gegen den United States Attorney General – in Deutschland etwa einer Personalunion von Generalbundesanwalt und Justizminister entsprechend – eingereicht, in der die Verfassungsmäßigkeit des Gesetzes angefochten wurde. Attorney General war zu diesem Zeitpunkt Janet Reno und mit ihr erstmals eine Frau. Von 27 weiteren Klägern wurde eine zweite Klage eingereicht. Unter den Klägern finden sich Organisationen wie Human Rights Watch oder Planned Parenthood und viele andere. Die beiden Klagen wurden zusammengelegt. Die Kläger vertraten eine große Vielfalt von Anbietern und Nutzern des Internets und darunter sowohl Einzelpersonen als auch Organisationen. Ein mit drei Richtern besetztes Bundesbezirksgericht erließ eine einstweilige Verfügung gegen die Durchsetzung der angefochtenen Bestimmungen und monierte dabei insbesondere die Unschärfe bestimmter Formulierungen und eine unzureichende Definition streitgegenständlicher Begriffe. Bekannt wurde der Prozess unter dem Kürzel Reno v. ACLU, obwohl im ersten Rechtzug ACLU et al. Beschwerdeführer waren.
Dem Argument der Regierung, das Gesetz beziehe sich bevorzugt auf pornografisches Material im Internet und solle dem Schutz von Kindern dienen, wurde entgegengehalten, dass aufgrund mangelhafter Begriffsdefinitionen auch Werke von literarischem, künstlerischem, politischem und wissenschaftlichem Wert erfasst würden, die dem Schutz der Verfassung unterliegen. Gegen die Entscheidung des Bezirksgerichts legte die Regierung vertreten durch Attorney General Janet Reno Berufung ein und rügte irrtümliche Annahmen des Bezirksgerichts, denen zufolge das Gesetz zu weit gefasst sei und deswegen gegen den Ersten Verfassungszusatz verstoße, und dass es wegen seiner Unbestimmtheit den Fünften Verfassungszusatz verletze. Verhandelt wurde die Berufung Reno v. ACLU am 19. März 1997 vor dem Obersten Gerichtshof der Vereinigten Staaten (Supreme Court) und am 26. Juni 1997 entschieden.

### 1997
Der Supreme Court befasste sich in aller Ausführlichkeit mit dem CDA und der vorausgehenden Entscheidung des Bezirksgerichts einerseits und dem Internet, seiner Geschichte und seiner schnellen Fortentwicklung andererseits. Er prüfte zahlreiche Präzedenzfälle und stellte fest, dass das Telekommunikationsgesetz von 1996 ein besonders wichtiges Gesetz sei. Andererseits kam das Oberste Gericht zu der Überzeugung, das Gesetz sei zu weit gefasst (Verstoß gegen den 1. Zusatzartikel zur Verfassung der Vereinigten Staaten) und wegen seiner Unbestimmtheit zu vage (Verstoß gegen den 5. Zusatzartikel zur Verfassung der Vereinigten Staaten). Die verhandelte Fassung des Gesetzes untersage einen Großteil der Redefreiheit, die durch den Ersten Verfassungszusatz geschützt sei. Neben dem Recht der Kinder auf Schutz vor bestimmten Inhalten stehe das Recht Erwachsener auf Zugriff. Erwachsene dürften nicht auf Inhalte beschränkt werden, die für Kinder geeignet seien. Es gebe weniger restriktive Alternativen, um das von der Regierung gewünschte Ziel zu erreichen. Der Gerichtshof kam zu der Überzeugung, dass die Rechtsprechung zum Ersten Verfassungszusatz an technologische Innovationen anzupassen sei. Faktoren, die aus der Regulierung von Rundfunkmedien zur Argumentation herangezogen wurden, seien im Cyberspace nicht gegeben.
Um Einschränkungen der Meinungsfreiheit zu verhindern, war dem CDA eine sogenannte Section 230 beigegeben, die ausschließt, dass Betreiber von Internetangeboten für Inhalte, die ihre Nutzer einstellen, haftbar gemacht werden können. Das amerikanische Mediennetzwerk The Verge informierte über die Section 230 am 29. Dezember 2020 auf ihrer Plattform, im April 2025 brachte Dean Baker sie im Center for Economic and Policy Research wieder ins Gespräch. Die EFF spricht von dem wichtigsten Gesetz für die freie Meinungsäußerung im Internet („the most important law protecting internet speech“). Es gab mehrere Versuche, Section 230 zu reformieren und es gab Angriffe auf den Abschnitt, zuletzt im Mai 2020 von Donald Trump. Die gemeinsame Klage von ACLU, EFF und anderen richtete sich auch gegen die Versuche, Section 230 aus dem Gesetz zu eliminieren. Die Gegenpartei, vertreten durch Janet Reno, unterlag. Das Gericht kam unter Vorsitz von John Paul Stevens zu einer wegweisenden Entscheidung. Es stellte fest, dass ein wesentlicher Teil der Bestimmungen des Communications Decency Act von 1996 gegen die im Ersten Verfassungszusatz garantierte Meinungsfreiheit verstieß und dass das Gesetz wegen seiner Unbestimmtheit die Wahrscheinlichkeit untergrabe, es sorgfältig auf das Ziel des Kongresses zuzuschneiden, Minderjährige vor potenziell schädlichem Material zu schützen.
Diese Entscheidung aus dem Jahr 1997 war das erste Urteil des Obersten Gerichtshofs der Vereinigten Staaten zur Regulierung der Verbreitung von Materialien im Internet.
Das Oyez-Project, ein universitär betriebenes Multimedia-Archiv, das Entscheidungen des Supreme Court zugänglich macht, zeigt Porträts der beteiligten Richter und fasst das Urteil der Berufungsverhandlung Reno v. ACLU zusammen: Das Gericht habe entschieden, das Gesetz verstoße gegen den Ersten Verfassungszusatz, weil seine Bestimmungen einer pauschalen Einschränkung der Meinungsfreiheit gleichkomme, es versäume klare Definitionen, beschränke seine Regelungen nicht auf bestimmte Zeiten oder Personen, liefere keine Hinweise zur Einzigartigkeit der Internetkommunikation und lasse es an Schlüssigkeit mangeln, die Entbehrlichkeit des inkriminierten Materials nachzuweisen. Das Gericht lehnte es ab, auf Fragen des Fünften Verfassungszusatzes näher einzugehen.

### Verbreitung des Urteils
Die Kläger sorgten für eine schnelle Verbreitung des Urteils. Vertreter vom Reporters Committee for Freedom of the Press hatten einen Schriftsatz eingereicht, um die Prozessbeteiligten speziell auf jene Einschränkungen aufmerksam zu machen, die sich aus der streitgegenständlichen Fassung des Gesetzes für Journalisten bei der Nachrichtenbeschaffung und -verbreitung ergeben. Kurz nach Veröffentlichung des Urteils informierte die Organisation am 30. Juni 1997 auf ihrer Website darüber. Dabei wurde aus dem Urteil des Supreme Court hervorgehoben, dass „die besonderen Eigenschaften der Rundfunkmedien, die eine umfassende Regulierung rechtfertigten, […] nicht auf das Internet anwendbar seien“ und hinreichend benutzerbasierte Software verfügbar sei, um Kinder vor anstößigem Material im Internet zu schützen.
Im Jahr 1999 erinnerte die Cornell University an die Entscheidung, mit der der Verstoß gegen die pauschale Einschränkung der freien Meinungsäußerung aufgehoben wurde.
Mit einem Update vom Juni 2017 informierte die ACLU mit Hyperlinks zu zahlreichen Unterseiten über den Prozess. Nachdem erstinstanzlich durch drei Richter einstimmig entschieden war, dass das Gesetz die freie Meinungsäußerung verfassungswidrig einschränke, habe der Oberste Gerichtshof als Berufungsgericht unter Vorsitz von Richter John Paul Stevens mit 7 zu 2 Stimmen die Berufung verworfen, weil die Internet-Community nicht einer derart umfänglichen Beschneidung ihrer Rechte ausgesetzt werden dürfe und in einer demokratischen Gesellschaft die Förderung der Meinungsfreiheit einen nicht bewiesenen Nutzen von Zensur überwiege. Zum Download bereit stehen zahlreiche Dokumente, darunter die Klage, eine Stellungnahme des Bundesbezirksgerichts und die Entscheidung vom Supreme Court. Überdies finden sich Pressemitteilungen, eine vollständige Liste der Kläger im Fall ACLU gegen Reno und diverse eidesstattlichen Erklärungen.

## Welttag gegen Internetzensur
Ohne Bezugnahme auf die vorausgehende EFF-Kampagne Blue Ribbon – Free Speech Online erklärten die Reporter ohne Grenzen im Jahr 2001 den 12. März zum Welttag gegen Internetzensur. Er soll Angriffe auf die Presse- und Informationsfreiheit im Internet ins Zentrum der Aufmerksamkeit rücken, weil „Blogger, Online- und Bürgerjournalisten“ häufig „Opfer von Gewalt, Folter oder Mord“ werden. Der Chaos Computer Club berichtet über den Jahrestag und über Internet-Zensur, deren Befürworter nach wie vor gern mit Kinderschutz und Schutz vor Rechtsextremismus argumentieren. Am Welttag gegen Internetzensur des Jahres 2024 informierten die evangelisch ausgerichteten ERF Medien darüber.

## Zeitleiste
| Datum             | Ereignis |
| ----------------- | --- |
| 1934              | Erlass des Communications Act                                                                                 |
| 3. Januar 1996    | Sitzung des 104. Kongresses mit Beratung zum Gesetzentwurf des Telecommunications Act of 1996                 |
| 1. Februar 1996   | Veröffentlichung der Stellungnahme der EFF und Start der Kampagne Blue Ribbon – Free Speech Online            |
|                   | Der US-Kongress verabschiedet den Telecommunications Act von 1996 incl. CDA                                   |
| 8. Februar 1996   | Ratifizierung des Gesetzes durch Präsident Bill Clinton                                                       |
|                   | Klage gegen den United States Attorney General mit Anfechtung der Verfassungsmäßigkeit (ACLU v. Reno)         |
|                   | Veröffentlichung der Unabhängigkeitserklärung des Cyberspace von John Perry Barlow                            |
|                   | Black World Wide Web-Protest: zahlreiche Seiten im Internet bleiben schwarz und zeigen nur die blaue Schleife |
| 24. März 1996     | Der Spiegel berichtet über die Blue Ribbon-Kampagne                                                           |
| 19. März 1997     | Berufungsverhandlung (Reno v. ACLU)                                                                           |
| 26. Juni 1997     | Entscheidung des Obersten Gerichtshofs (Supreme Court) über die Berufung                                      |
| 30. Juni 1997     | Reporters Committee for Freedom of the Press berichtet über den Prozess                                       |
| 15. Juni 1998     | EFF nimmt die Kampagne nach einem Relaunch wieder auf                                                         |
| 2001              | Reporter ohne Grenzen erklären den 12. März zum Welttag gegen Internetzensur                                  |
| Mai 2020          | Donald Trump greift das Gesetz an                                                                             |
| 29. Dezember 2020 | The Verge berichtet über die Section 230 des CDA als Teil des Telecommunications Act von 1996                 |